# حبیب‌آباد (سپیدان)
حبیب‌آباد (سپیدان)، روستایی از توابع بخش همایجان شهرستان سپیدان در استان فارس ایران است.

## جمعیت
این روستا در دهستان سرناباد قرار دارد و براساس سرشماری مرکز آمار ایران در سال ۱۳۸۵، جمعیت آن ۸۰ نفر (۲۰خانوار) بوده‌است.